# LASK Linz
Linzer Athletik Sport Klub, znany również jako LASK Linzⓘ – austriacki klub piłkarski ze stolicy Górnej Austrii Linzu, grający w Bundeslidze austriackiej. LASK jest najstarszym klubem w Górnej Austrii. Posiada także kobiecą drużynę piłkarską, która w sezonie 2006/2007 gra w kobiecej pierwszej lidze piłkarskiej Austrii ÖFB-Frauenliga.
W 2011 roku LASK spadł do drugiej ligi. W 2012 roku mimo 3.miejsca w drugiej lidze został zdegradowany do trzeciej ligi. W 2014 roku powrócił do drugiej ligi, a w 2017 roku po 6 latach przerwy powrócił do ekstraklasy.

## Sukcesy
- Mistrz Austrii: 1965
- Puchar Austrii: 1965
- Amatorski mistrz Austrii: 1931
- Mistrz Górnej Austrii: 1924, 1925, 1926, 1927, 1929, 1930, 1931, 1932, 1936, 1939, 1947, 1948, 1950
- Zdobywca Pucharu Górnej Austrii: 1929, 1931, 1932, 1935, 1937, 1946

## Skład na sezon 2017/2018
| Nr | Poz. | Piłkarz             |
| -- | ---- | ------------------- |
| 1  | BR   | Pavao Pervan        |
| 4  | OB   | Emanuel Pogatetz    |
| 6  | OB   | Philipp Wiesinger   |
| 7  | NA   | René Gartler        |
| 8  | PO   | Peter Michorl       |
| 9  | PO   | Alexander Riemann   |
| 10 | PO   | Rajko Rep           |
| 11 | NA   | Marko Raguž         |
| 13 | OB   | Maximilian Ullmann  |
| 15 | OB   | Christian Ramsebner |
| 17 | OB   | Felix Luckeneder    |

| Nr | Poz. | Piłkarz                                          |
| -- | ---- | ------------------------------------------------ |
| 18 | PO   | Gernot Trauner                                   |
| 19 | NA   | Dominik Reiter                                   |
| 21 | PO   | Doğan Erdoğan                                    |
| 23 | PO   | James Holland                                    |
| 24 | BR   | Nicolas Schmid                                   |
| 26 | OB   | Reinhold Ranftl                                  |
| 27 | PO   | Thomas Goiginger                                 |
| 29 | NA   | João Victor                                      |
| 30 | NA   | Alan                                             |
| 31 | BR   | Alexander Schlager                               |
| 37 | NA   | Mërgim Berisha (wypożyczony z Red Bull Salzburg) |

## Trenerzy w historii klubu od 1946 roku
| - Georg Braun (1946–1950) - Walter Alt (1950–1953) - Ernst Sabeditsch (1953–1955) - Josef Pojar (1955–1956) - Theodor Brinek Jr. (1957–1958) - Josef Epp (1958–1960) - Pál Csernai (1960–1962) - Karl Schlechta (1962–1964) - František Bufka (1965–1968) - Vojtěch Skyva (1969–1970) - Wilhelm Kment (1970–1972) - Otto Barić (1972–1974) - Felix Latzke (1974–1976) - Wilhelm Huberts (1976–1978) - Wolfgang Gayer (1978) - Laszlo Simko (1978) - Adolf Blutsch (1978–1983) - Johann Kondert (1983–1987) - Adolf Blutsch (1987) - Ernst Hložek (1987–1988) - Ernst Knorrek (1988) - Lothar Buchmann (1989) - Adam Kensy (1989) - Aleksander Mandziara (1989–1990) - Erwin Spiegel (1990) - Adolf Blutsch (1990) - Ernst Weber (1990) - Erwin Spiegel (1990–91) - Helmut Senekowitsch (1991–1993) | - Dietmar Constantini (1993) - Walter Skocik (1993–1995) - Günter Kronsteiner (1995–1996) - Max Hagmayr (1996) - Friedel Rausch (1996–1997) - Per Brogeland (1997–1998) - Adam Kensy (1998, p.o.) - Otto Barić (1998–1999) - Marinko Koljanin (1999–2000) - Johann Kondert (2000–2001) - František Cipro (2001) - Johann Kondert (2001) - Dieter Mirnegg (2001–2002) - Norbert Barisits (2003–2004) - Klaus Lindenberger (2004) - Werner Gregoritsch (2004–2006) - Karl Daxbacher (2006–2008) - Andrej Panadić (2008) - Klaus Lindenberger (2008–2009) - Hans Krankl (2009) - Matthias Hamann (2009–2010) - Helmut Kraft (2010) - Georg Zellhofer (2010–2011) - Walter Schachner (2011–2012) - Karl Daxbacher (2012–2015) - Martin Hiden (2015) - Alfred Olzinger (2015) - Oliver Glasner (2015–2019) - Valérien Ismaël (2019–2020) | - Dominik Thalhammer (2020–) |